# إنغليس
إنغليس (بالإنجليزية: Inglis) هي مدينة أمريكية تقع في ولاية فلوريدا. تبلغ مساحة هذه المدينة 9.5 (كم²)،ويبلغ عدد سكانها 1491 نسمة حسب إحصاء سنة 2010 م 1491.تشير إحصاءات سنة 2000م بأن الكثافة السكانية في هذه المدينة تقدر بـ(156.9) نسمة/كم2 